# Myrmarachne ludhianaensis
Myrmarachne ludhianaensis là một loài nhện trong họ Salticidae.
Loài này thuộc chi Myrmarachne. Myrmarachne ludhianaensis được Sadana & Gupta miêu tả năm 1998.